# فيكتور نيفيس رانغيل
فيكتور نيفيس رانغيل (بالبرتغالية: Victor Neves Rangel‏) هو لاعب كرة قدم برازيلي في مركز الهجوم، ولد في 8 سبتمبر 1990 في سيرا، إسبيريتو سانتو في البرازيل. لعب مع ديسبورتيفا كابيزابا وغريميو بورتو أليغرينزي ونادي فيتوريا إي إس.

## وصلات خارجية
- فيكتور نيفيس رانغيل على موقع قاعدة بيانات كرة القدم.إي يو (الإنجليزية)
- فيكتور نيفيس رانغيل على موقع Soccerway.com (الإنجليزية)
- فيكتور نيفيس رانغيل على موقع عالم كرة القدم.نت (الإنجليزية)